# 夜はこれから (東海ラジオ放送)
夜はこれから（よるはこれから）は、東海ラジオ放送でナイターオフシーズンに限り生放送されていたワイド番組。
東海ラジオ ガッツナイターの放送されていないナイターオフシーズンの17時台から20時台の時間帯において、夜はこれからというタイトルの番組は1997年度、1998年度、2001年度、2002年度、2003年度の5期にわたり放送されていた。なお本項では1998年度に松原敬生の冠番組として放送されていた「松原敬生の夜はこれから」（まつばらたかおのよるはこれから）についても合わせて説明。

## 概要
夜はこれからというタイトルの番組は既に1996年度（1996年10月〜1997年3月）に平日19:00 - 19:10の10分間の帯番組で東海ラジオの平日ナイターオフシーズンの番組として登場していたが、1997年度（1997年10月）のナイターシーズンオフからワイド番組としてスタート。1997年度は2時間30分、1998年度は3時間の放送。この両年度は内包番組を挟みながらの構成で放送され、1997年度は生放送中と同じ時間に働いている人からの募集した電話でのメッセージ、夜の街でインタビューした人の声を紹介しながら放送、また夜の街などでの愚痴や嘆きの声を伝える「なくした夜をさがそう」などのコーナーがあった。
松原敬生がメインの1998年度は18時台はリスナーからのリクエストを紹介しながらの歌謡曲中心の音楽とトーク、19時台はスポーツの情報と話題中心、20時台は東海3県に所在する企業を中心に各界の社長を迎えて松原と対談する目玉コーナー『社長対談』を放送した。なお社長対談は、全105回の放送をまとめた書籍がこの後1999年11月30日に発行されている。
2年開けた後、2001年度（2001年10月）から「夜はこれから」が同じ平日ナイターオフ枠で再登場。この時から東海ラジオ女性アナウンサーがメインの日替わりパーソナリティとなり、内包番組は挟まないややバラエティ寄りの構成で、2001年度は1時間、2002年度と2003年度は1時間30分の放送であった。2003年度は情報色を強めて「ニュースと音楽、聴く夕刊」のキャッチコピーで放送された。

## 放送期間
- 1997年度：1997年10月6日 - 1998年4月2日
- 1998年度：1998年10月5日 - 1999年4月1日
- 2001年度：2001年10月1日 - 2002年3月29日
- 2002年度：2002年10月7日 - 2003年3月28日
- 2003年度：2003年9月29日 - 2004年3月26日

## 放送時間
- 1997年度：月曜日〜金曜日　18:00 - 20:30
- 1998年度：月曜日〜金曜日　17:30 - 20:30
- 2001年度：月曜日〜木曜日　20:00 - 21:00[注釈 2]
- 2002年度：月曜日〜金曜日　19:00 - 20:25
- 2003年度：月曜日〜金曜日　19:00 - 20:30

## パーソナリティ

### 1997年度
- 小島一宏 （月曜〜木曜）
- 北山靖 （金曜）
- 深谷里奈 （月曜・火曜）
- 相羽としえ （水曜・木曜）
- 奈良まなみ （金曜）

### 1998年度
「松原敬生の夜はこれから」
- 松原敬生 （月曜〜金曜）[注釈 3]
- 深谷里奈 （月曜〜金曜）

### 2001年度
- 谷川明美 （月曜）
- 青山紀子 （火曜）
- 奈良まなみ （水曜）
- 深谷里奈 （木曜）

### 2002年度
- 深谷里奈、日比野正裕 （月曜）
- 相羽としえ、棚橋真典 （火曜）
- 谷川明美、高木基弘 （水曜）
- 週替わりスペシャル （木曜）
- 青山紀子、池戸陽平 （金曜）

### 2003年度
- 蟹江篤子 （月曜）
- 深谷里奈 （火曜）
- 青山紀子 （水曜)
- 山崎聡子 （木曜）
- 奈良まなみ （金曜）

## コーナー・タイムテーブル

### 1997年度
- しのけん・ひろ子のラリーダイアリー[注釈 4]
- スポーツコーナー
- ちょっといいトコ行かない？
- なくした夜をさがそう
- 古葉竹識の心のキャッチボール
- 夜の落書帳
- 山本元気のヨッ!お疲れさん〜メオトバンザイ！〜 （19:10 - 19:30）
- イチ押し歌謡最前線
- スポーツNOW （19:30 - 20:00）

### 1998年度
- 競艇・競輪ニュース
- セーフティーメッセージ
- しのけん・ひろ子のラリーダイアリー
- 松本ひでおのヨッ!お疲れさん（月 - 木曜）／もろおか正雄のヨッ!お疲れさん（金曜）（19:10 - 19:30）
- スポーツNOW （19:30 - 20:00）
- 社長対談 （20時台）
  - 他

## 番組本
- 人生の勘どころ 松原敬生の社長対談（東海ラジオ放送事業局 編、1999年11月30日刊）